# Chipkarte

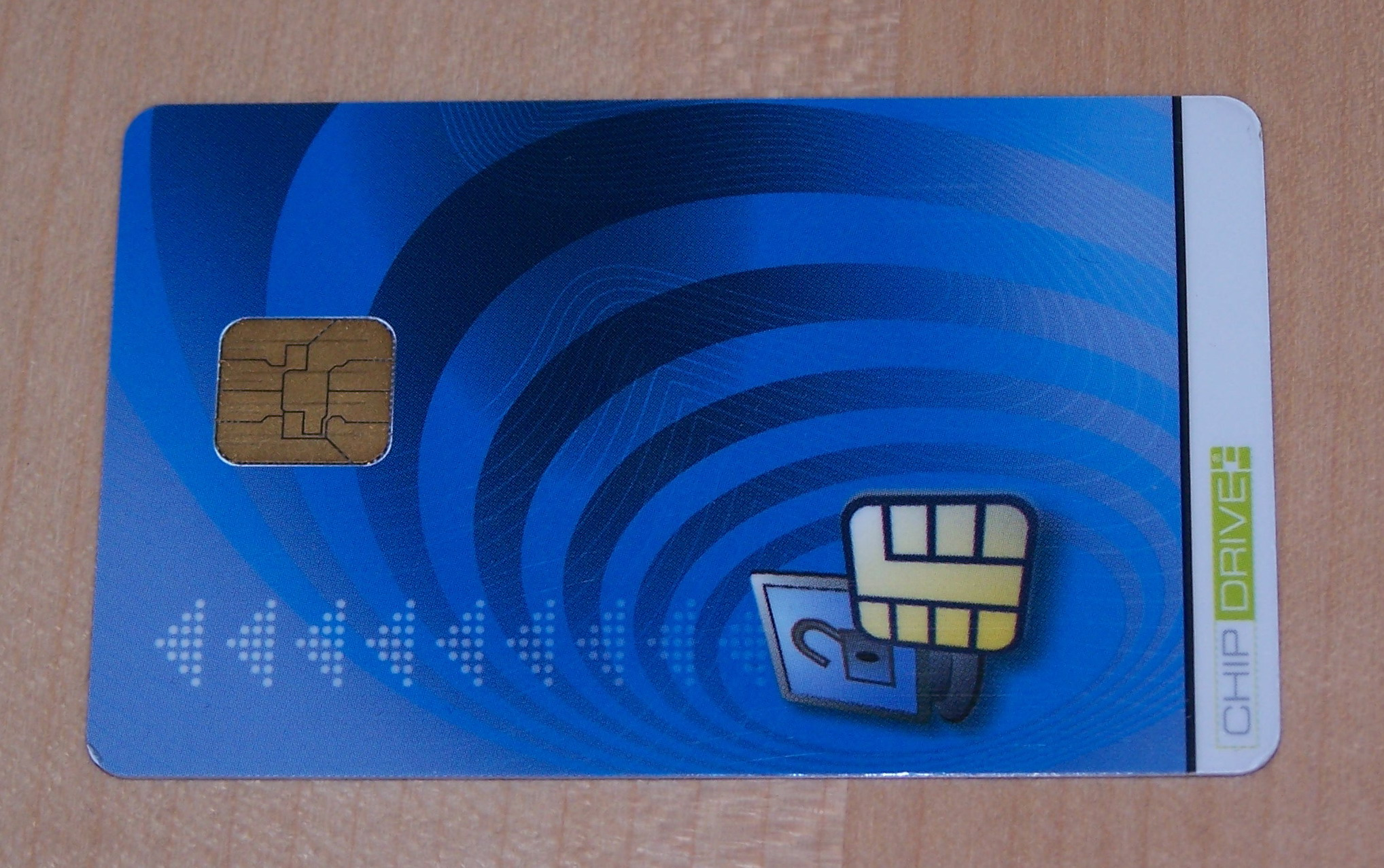
Chipkarte zur sicheren Benutzerauthentifizierung an einem Computer. Ein Feld mit 8 Goldkontakten, angeordnet in 2 vertikalen Spalten.

Chipkarte, oft auch als Schlüsselkarte, Smartcard oder Integrated Circuit Card (ICC) bezeichnet, ist eine spezielle Kunststoffkarte mit eingebautem integrierten Schaltkreis (Chip), der eine Hardware-Logik, nichtflüchtige EPROM oder EEPROM-Speicher und einen Mikroprozessor enthält. Chipkarten werden durch spezielle Kartenlesegeräte angesteuert. Sie werden weltweit in sicherheitskritischen Anwendungen für die fälschungssichere Identitätsfeststellung von Personen und Berechtigungsnachweise eingesetzt, u. a. bei Zahlungsverfahren, Mobiltelefonen (als SIM-Karte) und Ausweissystemen.

## Geschichte

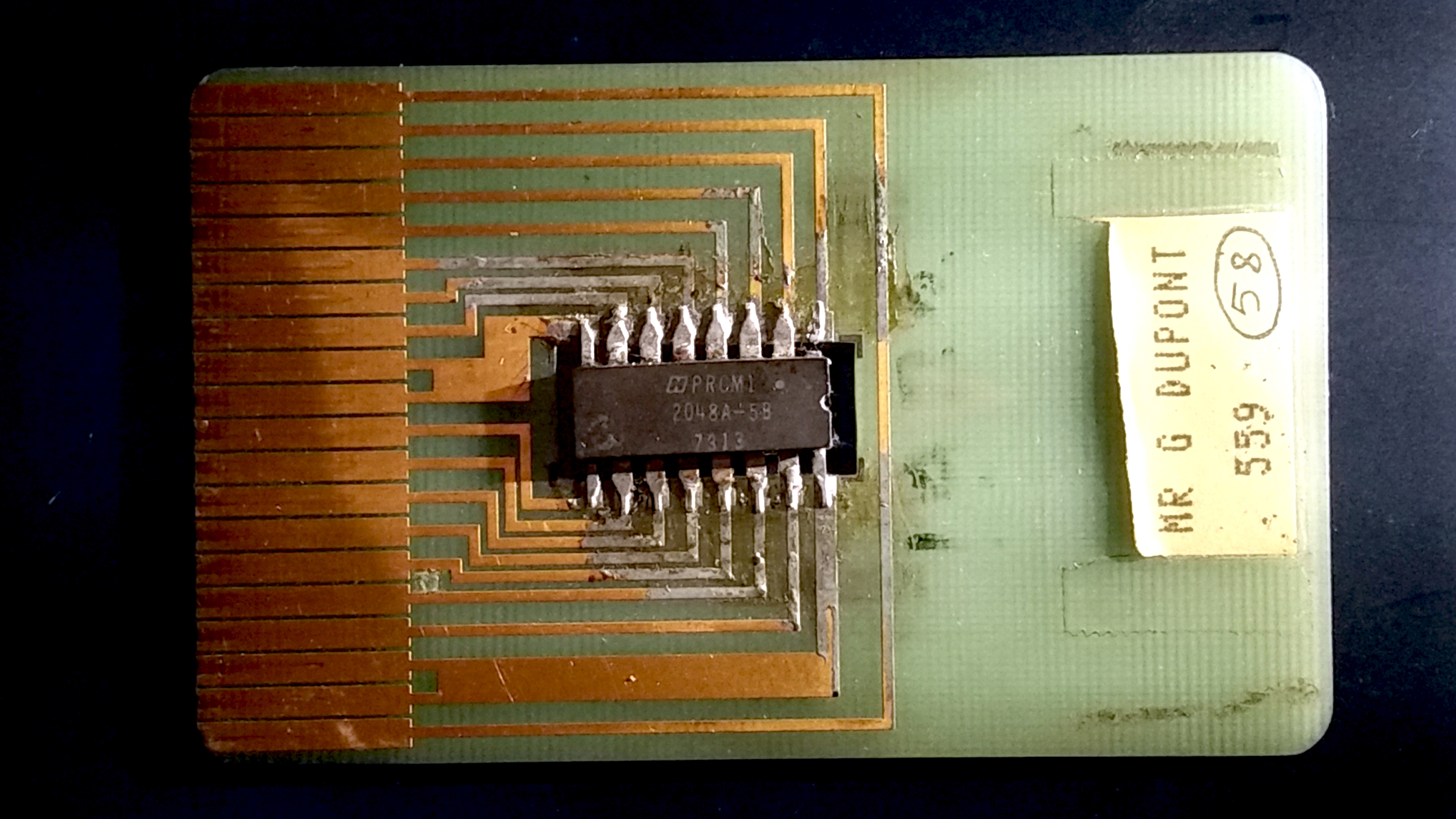
Prototyp der Chipkarte von Roland Moreno mit einem 2 Kilobit PROM-Speicher aus dem Jahr 1975. 20 Kontaktstreifen am linken Kartenrand, 2 Nachbarpaare elektrisch überbrückt, also 18 getrennt nutzbare Kontakte.

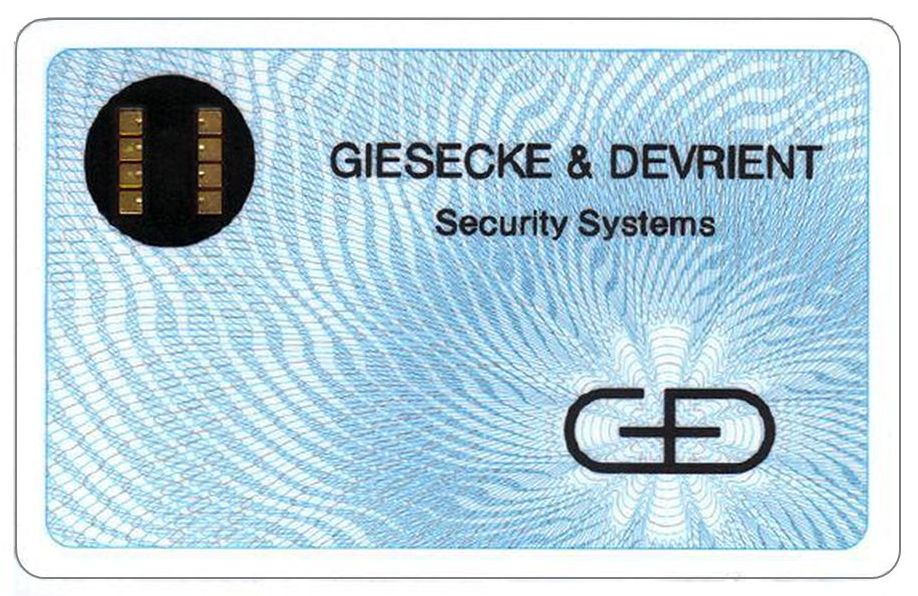
Erste Chipkarte von Giesecke & Devrient mit intelligentem Speicherchip von Siemens aus dem Jahr 1979. 8 Kontakte in 2 Spalten.

In der Geschichte der Chipkarte prägten drei Erfinder mit ihren Patenten die Entwicklung der Chipkarte in der heutigen Form. Am 6. Februar 1967 meldete der deutsche Ingenieur Helmut Gröttrup mit DE1574074 einen „nachahmungssicheren Identifizierungsschalter“ als Kontrollschaltung auf Basis eines monolithisch integrierten Halbleiters an, der sehr kompakt aufgebaut ist und keinerlei Leitungen nach außen besitzt.  Gemäß dieser Erfindung sind die Informationen aufgrund der ebenfalls geprüften Abmessungen „nicht durch diskrete Bauelemente nachahmbar“. Die Identifikationsdaten können durch integrierte Zähler dynamisch so variiert werden, dass der zugrunde liegende Schlüssel nicht durch einfaches Auslesen kopierbar ist und daher im Chip verborgen bleibt. Gleichzeitig meldete Gröttrup mit DE1574075 die kontaktlose Übertragung an. Das Deutsche Patent- und Markenamt (DPMA) benennt diese beiden Erfindungen als die maßgebliche Basis der Chipkarte.
Am 13. September 1968 meldeten Jürgen Dethloff und Helmut Gröttrup darauf basierend in Österreich das Patent „Identifizierungsschalter“ an und in einer gleichlautenden Nachanmeldung DE1945777A am 10. September 1969 in Deutschland und in weiteren Ländern. Das Patent wurde in Österreich am 15. Mai 1970 als AT287366B erteilt. Die Erteilung in den USA erfolgte am 8. Februar 1972 als Patent US3641316A und am 18. Juli 1972 als Patent US3678250A. Deutschland erteilte das Patent DE1945777C3 am 1. April 1982. Dabei reduzierte sich der Patentschutz weitgehend auf die Inhalte der Patentanmeldungen DE1574074 und DE1574075 vom 2. Februar 1967 von Helmut Gröttrup, der damit als maßgeblicher Erfinder der Chipkarte gilt. In den USA erhielt Vernon Schatz 1977 ein Patent für Chipkarten als Speichermedium, nicht unähnlich der Funktion eines heutigen USB-Sticks.
Ein weiterer Erfinder ist der Franzose Roland Moreno, der sein erstes Patent dazu im März 1974 anmeldete. Dieses beschreibt den gesicherten Zugriff  auf ein in einem Halbleiterchip gespeichertes Guthaben mittels einer benutzerspezifischen „vertraulichen Identifikationsnummer“ (PIN) sowie Maßnahmen zur Verhinderung der Manipulation des Speichers. Moreno gelang in Frankreich ein Durchbruch, als France Télécom 1984 die Chipkarte für das Telefonieren einführte. Moreno erhielt 1996 mit Dethloff den Technologiepreis der Eduard-Rhein-Stiftung für die Erfindung der Chipkarte.
Im Jahr 1979 fertigte Giesecke+Devrient die weltweit erste Chipkarte im Labor mit den Abmessungen im Scheckkartenformat ID-1 gemäß ISO/IEC 7810, das später mit ISO 7816-2 auch für Chipkarten festgelegt wurde. Der Halbleiterchip für diese Speicherchipkarte auf Basis der EEPROM-Technologie wurde von Siemens geliefert. Anfangs war die Fläche mit den Kontakten im linken oberen Bereich angeordnet, um das Biegemoment und damit die Belastung des Chips zu minimieren. Diese Position wurde später geändert, um die Funktion der Magnetspur zu gewährleisten, die aus Kompatibilitätsgründen in vielen Anwendungsfällen beibehalten werden musste, z. B. für die Eurocheque-Karte.
Der Begriff „Chipkarte“ wurde in der deutschen Öffentlichkeit erstmals im August 1981 in einem Nachruf auf Helmut Gröttrup verwendet.
Anlässlich des 50. Jahrestags der Nachanmeldung DE1945777A erschien in Deutschland eine Briefmarke, die auf den weltumspannenden Siegeszug der Chipkartentechnik anspielt und das Datum der deutschen Nachanmeldung am 10. September 1969 und das Ausgabedatum der Briefmarke am 5. September 2019 zeigt.

## Klassifikation
Chipkarten können nach unterschiedlichen Kriterien unterschieden werden. Die eingängigste ist die Unterscheidung zwischen Speicherchipkarten mit einfacher Logik und Prozessorchipkarten mit eigenem Karten-Betriebssystem und kryptografischen Fähigkeiten.
Diese Einteilung ging lange konform mit der Einteilung in synchrone Karten (Speicherchipkarten; Protokolle: 2wire, 3wire …) und asynchrone Karten (Prozessorchipkarten; Protokolle: T=0, T=1). Mittlerweile gibt es auch Secure Memory Cards mit erweiterten Sicherheitsmerkmalen (DES oder AES-Verschlüsselung) und Speicher-Chipkarten, die über asynchrone Protokolle funktionieren (GemClub Memo) und dadurch sehr einfach über das PC/SC-System in eigene Applikationen zu integrieren sind.
Chipkarten werden zudem über die Schnittstelle nach außen unterschieden. Neben den üblichen kontaktbehafteten Chipkarten gibt es Transponderkarten, die als kontaktlose Chipkarten ausschließlich über RFID- oder NFC-Schnittstelle kommunizieren, z. B. die Mifare- oder Legic-Karten. Dual Interface Karten, wie Chipkarten für den Zahlungsverkehr und viele Ausweissysteme, können über beide Schnittstellen angesprochen werden.

### Speicherchipkarten

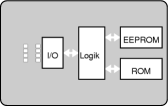
Blockschaltbild einer Speicherchipkarte

Speicherchipkarten wurden ab 1974 von Roland Moreno in Zusammenarbeit mit Honeywell-Bull unter Nutzung von EPROM-Technologie in Frankreich entwickelt. In Deutschland begann die Entwicklung ab 1978 durch Helmut Gröttrup und Giesecke+Devrient in Zusammenarbeit mit Siemens unter Nutzung der flexibleren EEPROM-Technologie.:S. 93 Der erste öffentliche Einsatz von Speicherchipkarten erfolgte in einem Feldversuch französischer Banken für Bank- und Telefonanwendungen ab 1982.
Die einfachen Chipkarten bestehen aus einer Logik und einem Speicher, der ausgelesen oder beschrieben werden kann, z. B. die Krankenversichertenkarte oder die Telefonkarte. Über die I/O-Schnittstelle der Logik ist es unter Verwendung von Verfahren zur Authentifizierung möglich, auf den Speicherinhalt zuzugreifen und ggf. zu verändern. Verwendung finden Speicherkarten dort, wo es nur auf die Speicherung der Daten ankommt, nicht aber auf das Abwickeln komplexer Vorgänge mit hohen Sicherheitsanforderungen.
Abhängig von dem verwendeten Chip können die Daten durch PINs oder Passwörter vor dem Auslesen oder der Veränderung durch Unbefugte geschützt werden.

### Prozessorchipkarten

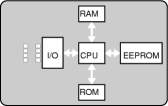
Blockschaltbild einer Prozessorchipkarte

Die ersten Prozessorchipkarten mit flexiblem Anwendungsprofil für erhöhte Sicherheitsanforderungen wurden durch Siemens in Zusammenarbeit mit Giesecke+Devrient und der Gesellschaft für Mathematik und Datenverarbeitung (GMD) entwickelt und als „Siemens Computer Card“ 1987 auf der Computermesse Cebit vorgestellt. Erstmals wurden sie ab 1988 als Zugangsberechtigung für das deutsche C-Netz eingesetzt und wurden damit Vorläufer der SIM-Karte.:S. 109–119
Prozessorchipkarten verfügen über einen Mikroprozessor, der ausschließlich den lesenden oder schreibenden Zugriff auf die gespeicherten Daten erlaubt. Der Mikroprozessor (bestehend aus CPU, RAM, ROM) schützt die Daten auf der Karte über kryptographische Verfahren vor Verfälschung. Die Möglichkeit, auf diesen Mikroprozessoren anwendungsspezifische Programme laufen zu lassen, bietet viele Vorteile im Vergleich zu Speicherkarten, z. B. bei multi-funktionalen Chipkarten, die als Zahlungsmittel verwendet werden (als Bankkarte und GeldKarte) oder wichtige Daten (z. B. SIM-Karten für Mobiltelefone) enthalten. Chipkarten dienen auch als Zugangsberechtigungssystem im Bezahlfernsehen, als Ausweis für Zutrittskontrollen oder für die Zwei-Faktor-Authentisierung beim Einloggen in IT-Systeme. Sie bieten Sicherheitsdienste wie Authentifizierung, Verschlüsselung, digitale Signaturen (siehe auch Signaturkarte) usw. an, die in einer vertrauenswürdigen Umgebung genutzt werden können. Da die privaten Schlüssel auf der Chipkarte gespeichert sind und diese nicht verlassen, ist das Erspähen des Schlüssels nicht möglich, weswegen eine Signaturerzeugung auf der Chipkarte sehr sicher ist.
Prozessorchipkarten verwenden je herstellerspezifische Betriebssysteme. Bereits bei der Herstellung können Teile des Karten-Betriebssystems (Card Operating System, COS) und Grundfunktionen von Anwendungen in den ROM-Speicher des Chips irreversibel eingebrannt werden.
Prozessorchipkarten lassen sich in zwei Kategorien aufteilen:
- Chipkarten mit einem festen Befehlssatz können nur vom Hersteller des Betriebssystems angepasst werden und sind am meisten verbreitet. Sie implementieren in der Regel Kommandos gemäß dem ISO7816 Standard (ISO7816-4 und folgende). Beispiele sind CardOS[20], MTCOS, MULTOS[21], SECCOS, STARCOS, Sicrypt und TCOS mit unterschiedlichen Anwendungsschwerpunkten.
- Frei programmierbare Chipkarten können über eine Entwicklungsumgebung um eigene Befehle bzw. Kommandos erweitert werden. Sie folgen teilweise ebenfalls dem ISO7816 Standard. Für die Ausführung proprietärer Kommandos implementieren sie eine virtuelle Maschine wie die Java-Karte (z. B. JCOP[22]) oder basieren auf einer Programmiersprache (z. B.BasicCard[23]). Frei programmierbare Chipkarten unterliegen Exportbeschränkungen.

## Aufbau

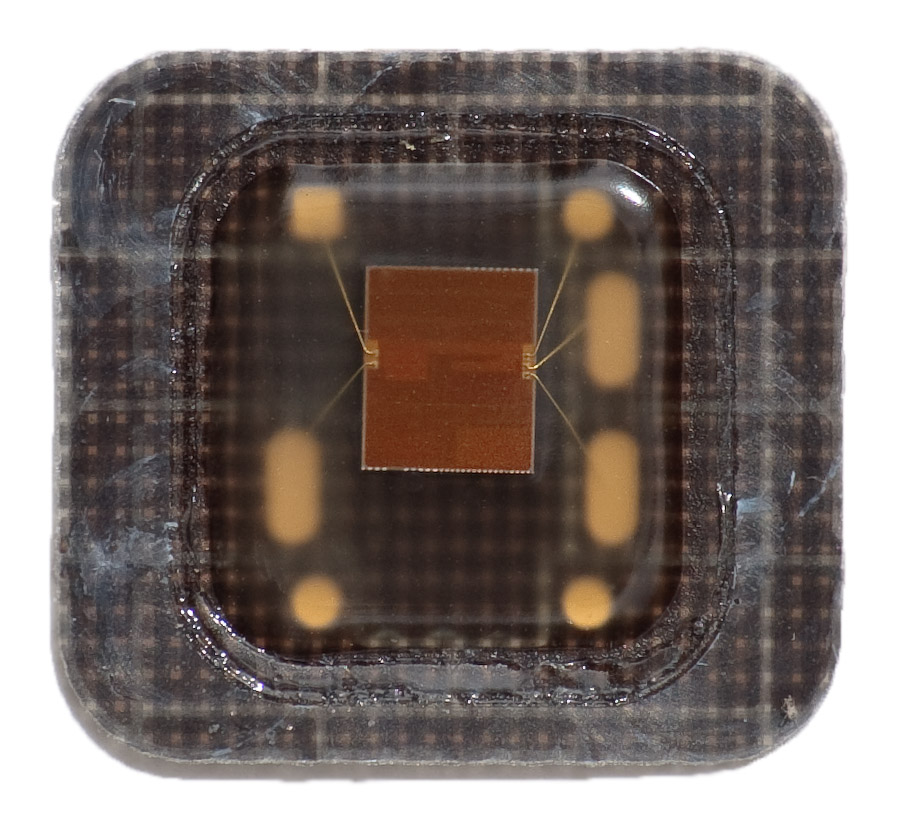
Nahaufnahme vom Chipmodul von der Rückseite aus. Der Mikroprozessor ist das braune Rechteck in Bildmitte

Der wichtigste Bestandteil der Chipkarte ist der integrierte Schaltkreis, der die Fähigkeiten und somit das Anwendungsgebiet der Chipkarte bestimmt.
Der Chip wird vom Chipkartenmodul geschützt, so dass der Chip normalerweise von außen nicht sichtbar ist. Das Modul stellt auch die Verbindung zur Außenwelt dar, die typischen Goldkontakte des Chipkartenmoduls werden oft fälschlicherweise als Chip bezeichnet. Obwohl ein gebräuchlicher Chipkarten-Chip zur Kommunikation nur fünf Kontakte braucht, haben Chipkartenmodule immer, bestimmt durch die Größe des eingebauten Chips, sechs oder acht Kontakte, allerdings nur um den ISO-Normen zu entsprechen.
Letztendlich wird das Modul inklusive Chip in eine Karte eingebaut. Dazu wird in eine bereits bedruckte Karte eine Kavität gefräst und das Modul eingeklebt.
Viele Chipkarten, insbesondere für den Mobilfunk, haben eine eindeutige ICC-ID bzw. ICCID. Diese ist 19- oder 20-stellig, darunter eine Prüfziffer, je nach Hersteller.

## Formate

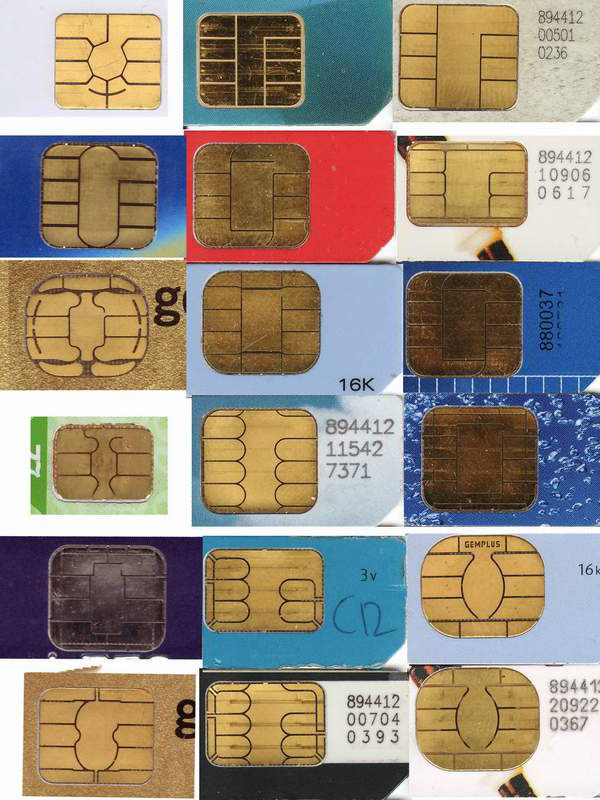
Chipkarten-Kontaktzone mit unterschiedlichem Layout. Das abgeschrägte Eck der SIM-Karten ist rechts unten abgebildet.

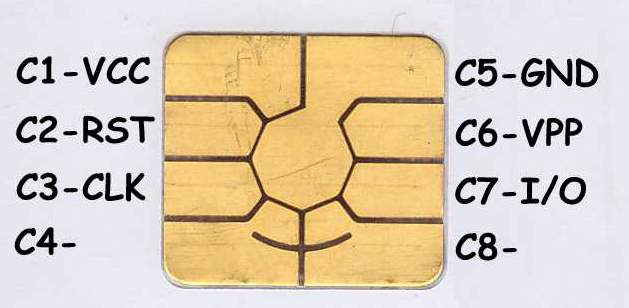
Anschlussbelegung der Pins mit einer zusätzlichen Kontaktfläche in der Mitte (Abmessungen ca. 9,23 mm × 9,62 mm)

Die Kartenabmessungen sind nach ISO 7816 standardisiert und gemäß dieser Norm in drei verschiedenen Größen verfügbar:
- ID-1: Das größte und am weitesten verbreitete Format (85,60 mm × 53,98 mm) wird bei Debitkarten, Telefonkarten, dem EU-Führerschein oder der Krankenversicherungskarte verwendet. Man spricht auch vom Scheckkarten-Format.
- ID-00: Das mittlere Format (66 mm × 33 mm) hat bisher keine größere Anwendung gefunden.
- ID-000: Das kleinste der Formate (25 mm × 15 mm) fand vor allem in Mobiltelefonen als Mini-SIM-Karte Verwendung. Moderne Geräte verwenden kleinere Formate.

Daneben gibt es weitere typische Größen:
- Mini-UICC (15 mm × 12 mm). Auch bekannt als Micro-SIM-Karte
- Visa-Mini (65,6 mm × 40,0 mm): Visa-eigenes Format

Die Dicke der Karten aller obigen Größen ist einheitlich und beträgt 0,762 mm (exakt 0,03 Zoll).
- Nano-SIM-Karte: (12,30 mm × 8,80 mm), kaum größer (etwa 12 % länger und 6 % breiter) als die bei allen Formaten idente Kontaktflächenzone. Mit 0,67 mm ist sie etwas dünner als die größeren Formate.

Mini-, Mikro- und Nano-SIM haben „rechts unten“ eine zunehmend kleiner werdende, im Winkel von 45 Grad „schräg abgeschnittene Ecke“. Der Rundungsradius der nicht gekappten Ecken nimmt etwa mit der Länge der Karten ab. 
Die Außenkontur der Kontaktzone ist rundlich oder rechteckig und enthält 6 oder 8 Kontaktflächen, die beim Einlegen an die Kontaktfedern des Kartenlesers oder Mobiltelefons angedrückt werden. Der Kontakt in der Mitte ist elektrisch mit dem Kontakt rechts oben (GND, Masse) verbunden und kann daher zwei Kontaktfedern elektrisch verbinden, um den Zustand „Karte eingelegt“ zu erkennen. Je nach Anwendung sind die Kontakte vergoldet oder versilbert. Der Verlauf der isolierenden Gräben kann sich je nach Hersteller grafisch unterscheiden, doch ändert sich elektrisch nichts an den Kontaktierungsstellen der Kontaktfedern im Abstand von 11,25 bzw. 18,87 mm vom Rand der Chipkarte. Mitunter sind auf häufig benutzten Chipkarten horizontale Schleifspuren zu erkennen. Die Kontakte C4 und C8 sind für zukünftige Erweiterungen vorgesehen und werden bei manchen Chipkarten aus Kostengründen weggelassen. 
Ein Sonderfall ist die noch kompaktere (sog. embedded) eSIM (6 mm × 5 mm), die als Chip fest im Gerät verlötet und mit einem Over-the-Air-Verfahren (OTA) für den gewählten Mobilfunkanbieter personalisiert wird.

## Chipkarten-Applikation
Die Applikationen auf den Prozessorchipkarten selbst sind, trotz Standardisierung durch ISO 7816, in hohem Maße vom Chipkartenbetriebssystem abhängig. PKCS#15 standardisiert die Applikation auf der Chipkarte selbst, während für die Verwendung durch Rechnerapplikationen PKCS#11 die standardisierte Schnittstelle ist. Daneben existieren noch proprietäre Schnittstellen wie CSP (Cryptographic Service Provider) von Microsoft.

### Javakarte
Javakarten sind Mikroprozessorkarten mit einer reduzierten Java Virtual Machine als Betriebssystem. Bei diesen Karten kann ein Programmierer nach der Fertigstellung der Karte über ein Kartenlesegerät und eine spezielle Ladesoftware neue Programme, sogenannte Applets, auf die Karte laden. So können Karten mit sehr speziellen Funktionalitäten in Kleinserie kosteneffizient hergestellt werden.
JavaCard Betriebssysteme sind z. B. JCOP (von IBM/ NXP) oder Sm@rtCafé (von Veridos). Details sind vom Industrieverband GlobalPlatform spezifiziert, so dass eine gewisse Interoperabilität gewährleistet ist.

### BasicCard
Die BasicCard ist eine in BASIC programmierbare Mikroprozessorkarte, die wie die Java Card mit einer virtuellen Maschine arbeitet. Die in BASIC erstellten Anwendungen können nach der Kompilierung mit einem Kartenlesegerät in die Karte übertragen werden. Die Entwicklungsumgebung ist kostenlos verfügbar. Karten sind auch in kleinen Stückzahlen für jedermann verfügbar. Die Karte eignet sich somit auch für kleinere und private Projekte.

## Host/Software-API
Die Interaktion zwischen Computersystemen und Chipkartenleser bzw. Chipkartenapplikationen ist im PC/SC-Standard standardisiert. Die Version 2 der PC/SC-Spezifikation von 2004 behandelt neben höherklassigen Kartenlesern auch die Einbindung von asynchronen Speicherchipkarten und kontaktlosen Chipkarten in das PC/SC-System, zum Beispiel wie ein ATR (Answer to Reset) dieser Karten gebildet wird. Einige Treiber von Kartenleserherstellern sind mittlerweile PC/SC2-konform. Die ältere CT-API („CardTerminal Application Programming Interface“) ist im Rahmen der von Teletrust Deutschland herausgegebenen MKT-Spezifikation (MKT steht für „Multifunktionales Kartenterminal“) definiert worden. Diese Spezifikation ist hauptsächlich im deutschsprachigen Raum verbreitet. CT-API wird vor allem deshalb genutzt, da hier die Verwendung von Elementen höherklassiger Chipkartenleser (Pinpad, Display) standardisiert ist. Der Zugriff über PC/SC war bis zu PC/SC2 proprietär.

## Hersteller und Marktvolumen
In Deutschland gehören G+D Mobile Security (München), Morpho Cards (Flintbek, ehemals Sagem Orga und seit 2017 fusioniert mit der französischen Oberthur Technologies) und die Bundesdruckerei (Berlin) zu den Marktführern. Weltweit sind die niederländische Gemalto nv (2017 von der französischen Thales Group übernommen) mit einem Marktanteil von 50 % weltweit und 30 % in Europa, und Oberthur Technologies führend. Das weltweite Marktvolumen umfasste 2007 geschätzte 2,9 Milliarden Karten, davon 70 % für Mobiltelefone (SIM-Karten), 16 % Debitkarten und Kreditkarten, der Rest für Ausweise (z. B. Pässe, Skiausweise, Fahrkarten). Für 2017 wurde ein weltweiter Umsatz von 16,8 Mrd. US-Dollar geschätzt, und für 2025 wird ein Umsatz von 29,3 Mrd. US-Dollar bei einer Stückzahl von 32,7 Milliarden Karten prognostiziert.
Mit weltweit mehr als 10.000 installierten Systemen ist die Mühlbauer AG aus Roding einer der führenden Hersteller für Hardware- und Softwarelösungen rund um die Produktion und Personalisierung von Chip- und Kunststoffkarten.

## Anwendungsbeispiele
Kontaktbehaftete wie kontaktlose RFID-Chipkarten werden zunehmend für immer mehr Applikationen benutzt. Die Eignung einer Chipkarte für eine konkrete Anwendung hängt von vielen Faktoren ab, in der Regel von der Notwendigkeit einer Datenübertragung via Funktransponder, der Speichergröße und den Sicherheits- und Verschlüsselungsmechanismen.
Eine Auswahl von Chipkartenanwendungsgebieten:
- Ausweise aller Art
- Zeiterfassung
- Zutrittskontrolle für Räume (z. B. Sicherheitsbereich, Hotelzimmer)
- Zwei-Faktor-Authentisierung (2FA) für die sichere Authentifizierung eines Benutzers in IT-Systemen
- Signaturkarte für die Erzeugung rechtsgültiger Unterschriften von elektronischen Dokumenten
- Zahlungsverkehr mit Guthabenkarte, Debitkarte und Kreditkarte
- elektronische Gesundheitskarte
- automatische Notrufsysteme für Kraftfahrzeuge (seit April 2018 vorgeschrieben für alle neuen Modelle in der Europäischen Union)
- Identifizierung der Teilnehmer in automatisierten Mautsystemen

## Testen von Chipkarten
Mit der immer größer werdenden Verbreitung von Chipkarten wird es auch immer wichtiger, die Leistungsfähigkeit dieser Karten zu gewährleisten bzw. zu verifizieren. Die Tests erstrecken sich dabei von Prüfungen des Kunststoffkörpers bis zu Applikationstests der Chipkartenanwendung. Ein OpenSource-Werkzeug, mit dem sich diese Applikationstests komfortabel durchführen lassen, ist GlobalTester, basierend auf Global Platform, einem Standard für offene und interoperable Infrastrukturen für Chipkarten und Terminals.

## Sicherheit gegen Ausspähung
Die Sicherheit der Chipkarte ist das Schlüsselelement für die Informationssicherheit der sensiblen Informationen. Zur Abwehr von Ausspähungen wenden die Hersteller von Chipkarten daher besondere Vorkehrungen sowohl im Chipdesign des Kryptoprozessors als auch im Betriebssystem der Chipkarte an und entwickeln ständig neue Techniken, um Angriffe abzuwehren. Dabei wird unterstellt, dass die Angreifer u. U. über Insiderwissen oder umfangreiche technische Ressourcen (z. B. Nachrichtendienste, organisierte Kriminalität) verfügen.
Angriffsmöglichkeiten:
- Nicht-invasive Angriffe, die nicht zur Zerstörung der Chipkarte führen. Passive Angriffe, auch Seitenkanalattacke genannt, erfordern keine Interaktion mit der angegriffenen Hardware, sondern bestehen aus der Beobachtung von Signalen und/oder elektromagnetischen Emissionen oder der Analyse der Leistungsaufnahme.[31] Aktive Angriffe wie die Brute-Force-Methode oder „Glitch“-Angriffe erfordern dagegen die Veränderung bestimmter Signale, wie z. B. des Stromverbrauchs der Karte.
- Invasive Angriffe, die den Zugriff auf gesicherte Informationen ermöglichen, aber die Hardware zerstören. Sie erfordern hohen zeitlichen und materiellen Aufwand und bestehen darin, physisch in das System einzudringen, um direkte Beobachtungen zu machen oder Veränderungen vorzunehmen. Diese Angriffe sind äußerst erfolgreich, haben jedoch den großen Nachteil, dass sie zerstörerisch sind: Ist der Angriff einmal erfolgt, wird die Hardware irreversibel verändert. Dazu gehören die Entkapselung eines integrierten Schaltkreises, so dass eingeprägten Mikroschaltungen für eine visuelle Inspektion freigelegt werden, und schichtweises Abtragen des Schaltungsaufbaus. Ein Sondenangriff (engl. probing attack) besteht darin, die elektrische Aktivität einer elektronischen Komponente des Schaltkreises auszuspionieren, indem eine Sonde in ausreichender Nähe zu dieser Komponente positioniert wird.[32] Chemische Reaktion mit der obersten Metallschicht eines entkapselten Chips können dazu genutzt werden, um die an die Stromversorgung angeschlossenen Leitungen zu identifizieren und den Inhalt von Speicherzellen zu ermitteln.
- Halbinvasive Angriffe erfordern den Zugang zur Chipoberfläche durch Entpacken des Chipmoduls, aber keine direkte Verbindung zur Halbleiteroberfläche. Die Beleuchtung des Chips mittels Laser oder UV-Licht kann z. B. Fehler (z. B. eine falsche RSA-Signatur) verursachen, die ggf. Rückschlüsse auf geheime Informationen ermöglichen.

Gegenmaßnahmen durch Kombinationen von Software- und Hardwaremaßnahmen:
- Zufallsgenerierung im Zeitablauf des Programms oder des Taktgenerators: Viele nicht-invasive Angriffstechniken erfordern, dass der Angreifer vorhersagt, wie lange es dauert, bis ein Befehl ausgeführt wird. Das Einfügen zufällig verteilter Verzögerungen zwischen beobachtbaren Reaktionen und kritischen Operationen erschwert die Analyse erheblich.
- Streuung der Informationen: Diese Technik basiert auf dem bekannten Prinzip des gemeinsamen Geheimnisses (engl. shared secret), bei dem jedes Bit der ursprünglichen Berechnung probabilistisch in verschiedene Teile aufgeteilt wird, so dass jede Teilmenge dieser Teile statistisch unabhängig von dem Bit ist, das gerade kodiert wird, und daher keine Informationen über dieses Bit enthält. Die Berechnung der kryptografischen Primitive erfolgt nur durch zufälligen Zugriff auf die verschiedenen Teile zu jedem Zeitpunkt, mit Zwischenschritten zur Berechnung der Aufteilung des Ergebnisses. Die Verteilung des Bits auf verschiedene Blöcke erhöht die Unsicherheit des Angreifers und zwingt ihn, die Signale aller Verteilungspunkte, von denen aus auf die Partien zugegriffen wird, zu berücksichtigen.
- Fehlerzähler: Es wird angenommen, dass die Anzahl der „natürlichen“ Fehler, die während der Lebensdauer eines Systems auftreten, sehr viel geringer ist als die Anzahl der fehlerhaften Kryptogramme, die für einen Fehlerangriff erforderlich sind. Die Deaktivierung der Schaltung kann durch einen einfachen Zähler erfolgen, der die Anzahl der festgestellten Fehler zählt. Wenn ein vorbestimmter Grenzwert erreicht wird, löscht das Gerät den geheimen Schlüssel aus seinem Speicher, um weitere Angriffe zu verhindern.
- Redundanz von Berechnungen: Die Berechnungen werden zweimal durchgeführt, ggf. auch durch zwei Prozessoren, und die Ergebnisse miteinander verglichen.[33]
- Security through obscurity: Die Funktionsblöcke auf dem Mikrochip werden „zusammengeklebt“, um die Analyse durch Reverse Engineering zu erschweren. Auch werden sämtliche Informationen entfernt, die zur Identifikation des Chips verwendet werden könnten. Miniaturisierung und Vermischung von Logik- mit Speicherschaltkreisen führen zu einem Labyrinth mit verschiedenen Verbindungswegen.
- Erschwerung des Einsatzes von Tastköpfen: Das Chipdesign kann den Zugang zu bestimmten Signalen mittels Tastkopf erschweren oder verhindern. Mit dem Hinzufügen einer Metallschicht, die als Schutzschild über dem Chip fungiert, können die meisten invasiven oder halbinvasiven Angriffe umgangen werden. Der mehrschichtige Aufbau des Halbleiters ist ein weiteres Hindernis.

Das Bundesamt für Sicherheit in der Informationstechnik führt IT-Sicherheitszertifizierungen Common Criteria für CC-Produkte (Prozessoren sowie Chipkarten inkl. Betriebssysteme und Anwendungen) auf Basis standardisierter Verfahren durch und veröffentlicht die Ergebnisse.

## Trivia
Mit dem Erstausgabetag 5. September 2019 gab die Deutsche Post AG zum Ereignis 50 Jahre Chipkarte ein Sonderpostwertzeichen im Nennwert von 80 Eurocent heraus. Der Entwurf stammt vom Grafiker Thomas Steinacker aus Bonn.